# Белогушо дървесно кенгуру
Белогушото дървесно кенгуру (Dendrolagus ursinus), още дървесно кенгуру на Вогелкоп, е вид бозайник от семейство Кенгурови (Macropodidae). Видът е световно застрашен, със статут уязвим.

## Разпространение и местообитание
Разпространен е в Индонезия.